# Budzisk-Bagno
Budzisk-Bagno est une localité polonaise de la voïvodie de Podlachie et du powiat de Sokółka.